# NUMMI

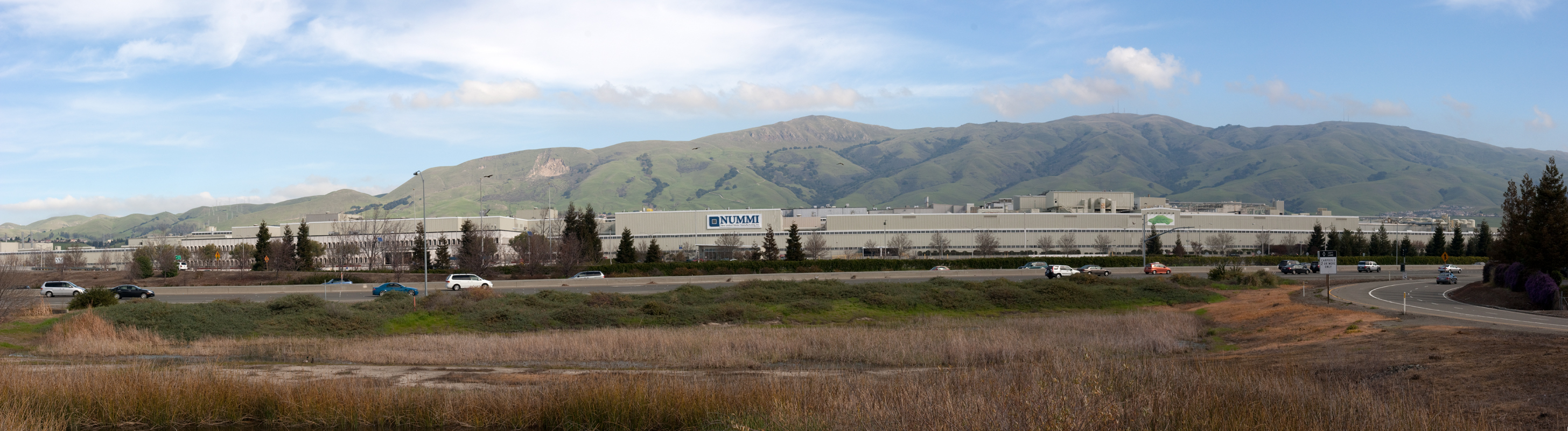
Fabryka NUMMI (2010)

NUMMI, skrót od: New United Motor Manufacturing, Inc. – przedsiębiorstwo działające w latach 1984−2010, będące właścicielem fabryki samochodów w miejscowości Fremont w amerykańskim stanie Kalifornia. Joint venture koncernów General Motors i Toyota. 
Od 2010 dawna fabryka NUMMI jest własnością Tesla Motors.

## Opis
Zakład został uruchomiony w 1960 przez General Motors (GM). W 1982 roku został zamknięty z uwagi na wysokie koszty, niską produktywność, problemy z jakością i wysoką absencję pracowników. Zwolniono wtedy ok. 5 tys. osób.
W 1983 roku koncerny General Motors i Toyota zawarły umowę o ponownym otwarciu zakładu pod nową nazwą. Fabryka została powtórnie uruchomiona w 1984 jako przedsiębiorstwo joint venture z udziałami 50-50 General Motors oraz Toyoty. Stanowiła pierwszą tego typu inwestycję japońską w Stanach Zjednoczonych. GM chciał się nauczyć od swego japońskiego partnera nowoczesnej organizacji produkcji opartej na Systemie Produkcyjnym Toyoty i wykorzystywanych w nim technik i narzędzi. Z kolei dla Toyoty był to bezpieczny sposób rozpoczęcia produkcji na terenie Stanów Zjednoczonych i możliwość sprawdzenie swojego systemu produkcyjnego w nowych warunkach (amerykańscy pracownicy, dostawcy, i częściowo kadra zarządzająca). Ok. 80% załogi NUMMI stanowili zwolnieni w 1982 pracownicy zakładu GM. 
Dzięki dobremu zarządzaniu NUMMI osiągnęła poziom produktywności i jakości na światowym poziomie. Wiedza uzyskana przez GM ze współpracy z Toyotą została wykorzystana przez amerykański koncern w innych jednostkach.
Fabryka została zamknięta w 2010, po wycofaniu się z przedsięwzięcia przez General Motors. Została ponownie otwarta 27 października 2010 roku jako Tesla Factory, fabryka Tesla Motors.

## Samochody produkowane w NUMMI
- Pontiac Vibe
- Toyota Corolla
- Toyota Tacoma
- Toyota Corolla Sprinter
- Geo Prizm
- Toyota Pickup
- Chevrolet Nova
- Chevrolet Prizm